# جوزيف وندل
جوزيف وندل (بالألمانية: Joseph Wendel)‏ هو كاهن كاثوليكي ألماني، ولد في 27 مايو 1901 في بليزكاستل في ألمانيا، وتوفي في 31 ديسمبر 1960 في ميونخ في ألمانيا بسبب نوبة قلبية.

## وصلات خارجية
- جوزيف وندل على موقع مونزينجر (الألمانية)